# Арегуни (село)
Арегуни (арм. Արեգունի) — село в Гехаркуникской области Армении.

## География
Село расположено в восточной части марза, на восточном берегу озера Севан, вблизи места впадения в него реки Арегуни, при автодороге , на расстоянии 100 километров к востоку от города Гавар, административного центра области. Абсолютная высота — 2000 метров над уровнем моря.
Климат
Климат характеризуется как умеренно холодный, влажный (Dfb в классификации климатов Кёппена). Среднегодовая температура воздуха составляет 5,6 °C. Средняя температура самого холодного месяца (января) составляет −5,3 °С, самого жаркого месяца (июля) — 16,2 °С. Расчётная многолетняя норма атмосферных осадков — 558 мм. Наибольшее количество осадков выпадает в мае (94 мм).

## Население
По данным «Сборника сведений о Кавказе» за 1880 год в селе Саданахач Новобаязетского уезда по сведениям 1873 года было 15 дворов и проживало 132 азербайджанца (указаны как «татары»), которые были шиитами.
| Год переписи | Население          | Население          | Население          | Население            | Население            | Население            |
| Год переписи | Наличное население | Наличное население | Наличное население | Постоянное население | Постоянное население | Постоянное население |
| Год переписи | Всего              | Мужчины            | Женщины            | Всего                | Мужчины              | Женщины              |
| ------------ | ------------------ | ------------------ | ------------------ | -------------------- | -------------------- | -------------------- |
| 2001         | 360                | 175                | 185                | 375                  | 182                  | 193                  |
| 2011         | 340                | 167                | 173                | 344                  | 176                  | 168                  |

| Год  | Численность | Численность |
| ---- | ----------- | ----------- |
| 1873 | 132         | [ 9 ]       |
| 1897 | 299         | [ 9 ]       |
| 1926 | 331         | [ 9 ]       |
| 1939 | 481         | [ 9 ]       |
| 1959 | 562         | [ 9 ]       |
| 1979 | 823         | [ 9 ]       |
| 1989 | 96          | [ 9 ]       |
| 2001 | 375         | [ 9 ]       |
| 2011 | 344         | [ 10 ]      |